# فرانكو كوريا
فرانكو كوريا (بالإسبانية: Franco Coria) هو لاعب كرة قدم أرجنتيني في مركز قلب الدفاع، ولد في 8 يوليو 1988 في Los Toldos ‏ في الأرجنتين. لعب مع تشاكاريتا جيونيورز وسارمينتو دي خونين ونيو إنجلاند ريفولوشن.

## وصلات خارجية
- فرانكو كوريا على موقع الدوري الأمريكي (الإنجليزية)
- فرانكو كوريا على موقع قاعدة بيانات كرة القدم.إي يو (الإنجليزية)
- فرانكو كوريا على موقع Soccerway.com (الإنجليزية)